# Polumir
Polumir (cyr. Полумир) – wieś w Serbii, w okręgu raskim, w mieście Kraljevo. W 2011 roku liczyła 256 mieszkańców.